# Johann Walter

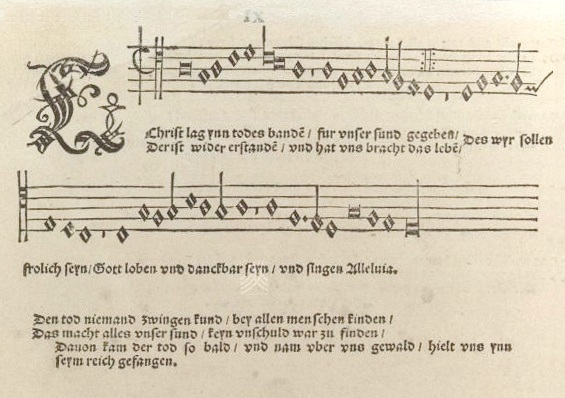
Christ lag in Todes Banden w Chorgesangbüchlein Waltersa (1524)

Johann Walter (ur. 1496 w Kahla, zm. 25 marca 1570 w Torgau) – niemiecki kompozytor, kantor i kapelmistrz okresu renesansu.
Był najwybitniejszą postacią muzyki protestanckiej. W latach 1521–1525 studiował w Lipsku i śpiewał w kapeli elektora saskiego w Altenburgu. W 1526 osiadł w Torgau, gdzie był kantorem w szkole łacińskiej. Od 1548 roku prowadził kapelę dworską w Dreźnie.
Był wybitnym działaczem reformacji, łączyła go przyjaźń z Marcinem Lutrem, któremu służył radą w sprawach muzyki. Luter zakładał dla młodzieży szkoły śpiewu (kantoraty). Walter był współtwórcą chorału luterańskiego.
Autor śpiewnika Geystliche Gesangk Buchleyn (pierwszy śpiewnik protestancki z przedmową Lutra), w którym było 38 pieśni niemieckich i 5 łacińskich, ułożonych w czterogłosie (rozszerzonych w późniejszych wydaniach do 5-6 głosów). Zgodnie z przestrzeganą bezwzględnie tradycją cantus firmus pojawia się w nich tylko tenor i tylko niektóre melodie padają w głosie najwyższym.

## Dzieła muzyczne
- Ein schöner geistlicher und Christlicher newer Berckreyen von dem Jüngsten tege und ewigen Leben
- Magnificiat octo tonorum
- Ein newes Christliches Lied

Skomponował ponadto 2 pasje chorałowe i jest autorem zbioru fug instrumentalnych.